# Westside
Westside és una població dels Estats Units a l'estat d'Iowa. Segons el cens del 2000 tenia 327 habitants.

## Demografia
Segons el cens del 2000, Westside tenia 327 habitants, 146 habitatges, i 109 famílies. La densitat de població era de 85,3 habitants/km².
Dels 146 habitatges en un 24% hi vivien nens de menys de 18 anys, en un 68,5% hi vivien parelles casades, en un 2,1% dones solteres, i en un 25,3% no eren unitats familiars. En el 23,3% dels habitatges hi vivien persones soles el 12,3% de les quals corresponia a persones de 65 anys o més que vivien soles. El nombre mitjà de persones vivint en cada habitatge era de 2,24 i el nombre mitjà de persones que vivien en cada família era de 2,6.
Per edats la població es repartia de la següent manera: un 19,9% tenia menys de 18 anys, un 4% entre 18 i 24, un 22% entre 25 i 44, un 28,7% de 45 a 60 i un 25,4% 65 anys o més.
L'edat mediana era de 47 anys. Per cada 100 dones de 18 o més anys hi havia 98,5 homes.
La renda mediana per habitatge era de 37.250 $ i la renda mediana per família de 40.357 $. Els homes tenien una renda mediana de 32.500 $ mentre que les dones 18.125 $. La renda per capita de la població era de 31.545 $. Entorn del 2,5% de les famílies i el 3,1% de la població estaven per davall del llindar de pobresa.

## Poblacions més properes
El següent diagrama mostra les poblacions més properes.